# Републикански път II-35
Републикански път II-35 е второкласен път, част от републиканската пътна мрежа на България, преминаващ по територията на области Плевен, Ловеч и Пловдив. Дължината му е 126,3 km.
Пътят се отклонява наляво при 80,1 km на Републикански път I-3 северно от село Гривица и се насочва на югозапад към град Плевен. Минава през центъра на града, където завива на юг. Пресича Плевенските височини и село Брестовец, навлиза в Ловешка област и през източните части на Ловчанските височини достига до град Ловеч и долината на река Осъм. Минава през западната част на града и продължава на юг, нагоре по левия бряг на реката. Пресича Републикански път I-4 при неговия 50,0 km, а след това и Микренските височини и достига до град Троян. От там продължава по левия бряг на река Бели Осъм, преминава през село Балканец и започва изкачване по северния склон на Троянска планина (част от Средна Стара планина). Преодолява планината през Троянския проход (Беклемето, 1565 м н.в.), навлиза в Пловдивска област и след множество завои и серпентини слиза в Карловската котловина, като в центъра на село Кърнаре се свързва с Републикански път I-6 при неговия 252,0 km.
От Републикански път II-35 наляво и надясно се отклоняват 6 третокласни пътя от Републиканската пътна мрежа, в т.ч. 2 пътя с трицифрени номера и 4 – с четирицифрени.
Пътища с трицифрени номера:
- при 78,6 km, в град Троян – наляво Републикански път III-357 (18,3 km) до 25,8 km на Републикански път III-3505;
- при 83,9 km, в село Бели Осъм – надясно Републикански път III-358 (89,4 km) до село Орешене.

Пътища с четирицифрени номера:
- при 2,4 km, западно от село Гривица – наляво Републикански път III-3501 (33,9 km) през селата Гривица и Згалево, град Пордим и селата Одърне и Каменец до град Летница;
- при 14 km, в село Брестовец – надясно Републикански път III-3502 (37,2 km) през селата Тодорово, Горталово, Беглеж и Бежаново до село Ъглен;
- при 41,5 km, в западната част на град Ловеч – надясно Републикански път III-3504 (30,8 km) през селата Радювене и Орляне до град Угърчин;
- при 51,1 km, при село Казачево – наляво Републикански път III-3505 (31,6 km) през селата Казачево, Стефаново и Дебнево до село Велчево.

| Пътища, отклоняващи се надясно (населено място, № на пътя, посока на пътя) | км    | Пътища, отклоняващи се наляво (посока на пътя, № на пътя, населено място) |
| -------------------------------------------------------------------------- | ----- | ------------------------------------------------------------------------- |
| Община Плевен, Област Плевен, I-3, 80,1 km ←                               | 0,0   | ← 80,1 km, I-3, Област Плевен, Община Плевен                              |
|                                                                            | 2,4   | → 0,0 km, III-3501 (до гр. Летница)                                       |
| гр. Плевен                                                                 | 6,4   | гр. Плевен                                                                |
| (за с. Къшин) общински път, гр. Плевен ←                                   | 9,4   | гр. Плевен                                                                |
| (до с. Ъглен) III-3502, 0,0 km, с. Брестовец ←                             | 14,0  | с. Брестовец                                                              |
|                                                                            | 15    | → общински път (за с. Бохот)                                              |
| (за с. Ралево) общински път ←                                              | 20,7  |                                                                           |
| Община Ловеч, Област Ловеч                                                 | 23,9  | Област Ловеч, Община Ловеч                                                |
| (за с. Славяни) общински път ←                                             | 26,7  |                                                                           |
|                                                                            | 30,5  | → общински път (за с. Слатина)                                            |
| (за с. Славяни) общински път ←                                             | 32,4  |                                                                           |
| (за селата Баховица и Лисец) общински път, гр. Ловеч ←                     | 38,7  | гр. Ловеч                                                                 |
| (за кв. „Продимчец“) общински път, гр. Ловеч ←                             | 39,5  | ← гр. Ловеч, 52,0 km III-301 (от с. Козар Белене)                         |
| (до гр. Угърчин) III-3504, 0,0 km, гр. Ловеч ←                             | 41,5  | → ул. „Подполк. Александър Кусев“, гр. Ловеч                              |
| (от 33,5 km на I-4) III-401, 24,0 km, гр. Ловеч →                          | 42,7  | → гр. Ловеч, 24,0 km, III-401 (до 5,4 km на III-403)                      |
| (за с. Хлевене) общински път ←                                             | 47,8  |                                                                           |
|                                                                            | 49,6  | → общински път (за с. Сливек)                                             |
|                                                                            | 51,1  | → 0,0 km, III-3505 (до с. Велчево)                                        |
| (от 155,8 km на I-3) I-4, 50,0 km → .                                      | 57,4  | → 50,0 km, I-4 (до 107,3 km на I-2) → общински път (за с. Българене)      |
| (за с. Абланица) общински път ←                                            | 58,9  |                                                                           |
| с. Лешница                                                                 | 62,9  | с. Лешница                                                                |
| Община Троян                                                               | 64,9  | Община Троян                                                              |
| (за с. Ломец) общински път ←                                               | 66,1  |                                                                           |
| (от 21,9 km на I-4) III-402, 30,4 km →                                     | 68,9  |                                                                           |
|                                                                            | 69,8  | → общински път (за с. Добродан)                                           |
| (за с. Калейца) общински път ←                                             | 73,4  |                                                                           |
|                                                                            | 75    | → общински път (за с. Белиш)                                              |
| (за с. Балабанско) общински път, гр. Троян ←                               | 78,6  | → гр. Троян, 0,0 km, III-357 (до 25,8 km на III-3505)                     |
| (до с. Орешене) III-358, 0,0 km ←                                          | 83,9  |                                                                           |
| с. Балканец                                                                | 85,5  | с. Балканец                                                               |
| Община Карлово, Област Пловдив, Троянски проход                            | 103,6 | Троянски проход, Област Пловдив, Община Карлово                           |
| (от ГКПП Гюешево) I-6, 252,0 km, с. Кърнаре →                              | 126,3 | → с. Кърнаре, 252,0 km, I-6 (до гр. Бургас)                               |